# Droga wspinaczkowa
Droga wspinaczkowa – następstwo miejsc położonych na zboczu dowolnej ściany skalnej możliwych do przejścia w kierunku szczytu.
Pierwotnie, u zarania taternictwa czy alpinizmu, pojęcie to oznaczało najłatwiejszy sposób wejścia na szczyt lub przełęcz, potem najłatwiejszy sposób przejścia danej formacji: rynny, żlebu, ściany czy filara. Następnie pokonywano coraz mniej wybitne formacje terenu, aż współcześnie wyewoluowało to w boulderingu ku zrozumieniu drogi wspinaczkowej jako następstwa ściśle określonych chwytów i stopni.
Obecnie wszystkie te koncepcje zgodnie współistnieją we wspinaczce.
Aby ułatwić powtarzanie drogi, sporządza się jej opis w formie słownej lub rysunkowej (tzw. topo). Składa się na niego lokalizacja (rejon, góra/skała, ściana, inne drogi w pobliżu), autorstwo, nazwa drogi, jej trudność i przebieg.
Nazwy dróg wspinaczkowych w najprostszym przypadku pochodzą od nazw formacji, którymi wiodą, i obiektów, na które prowadzą. Czasami nazwy pochodzą od nazwisk czy pseudonimów autorów pierwszych przejść. Niekiedy także wspominają jakieś charakterystyczne wydarzenie, jakie zaszło w trakcie ich pokonywania, a czasami są tylko żartem słownym.
Przyjmuje się, że prawo do nadania drodze nazwy przysługuje autorowi pierwszego przejścia.
Droga najbardziej zbliżona do linii prostej od wierzchołka szczytu do podstawy ściany nosi nazwę direttissimy (wł. najprostsza).
W boulderingu drogi wspinaczkowe nazywa się baldami.